# کوآ
کوآ (نام علمی: Coua) نام یک سرده از تیره کوکو است.